# Varronia vasqueziana
Varronia vasqueziana är en strävbladig växtart som beskrevs av J.S.Mill. Varronia vasqueziana ingår i släktet Varronia och familjen strävbladiga växter. Inga underarter finns listade i Catalogue of Life.